# تورزین، سزکزکین
تورزین، سزکزکین (به لاتین: Turzyn, Szczecin) یک منطقهٔ مسکونی در لهستان است که در استان پومرانی غربی واقع شده‌است.

## خصوصیات
تورزین ۲۰٬۳۷۳ نفر جمعیت دارد.